# 1963年越南共和国政变
1963年南越政变（越南语：／）是发生于1963年11月1日越南共和国的一場政變，杨文明将军等军官們推翻了总统吴廷琰，他們反對吴廷琰的政策，包括力傳天主教，殺害比丘、佛教徒招致社會運動不斷而引爆佛教徒危机、以整肅共党的名义镇压民族主义团体的手段。11月2日，吴廷琰與其弟吳廷瑈遇刺。美国政府事前获悉了政变计划，美国国务院向美国驻越南共和国大使小亨利·卡波特·洛奇拍发了243号电报，告诉他美国的政策是不要阻止政变。美国大使已经获悉政变企图，而中央情报局官员卢西恩·科奈恩告诉政变策划者，美国不会干预政变，甚至提供资金给政变领袖。 

## 經過
1963年11月1日，楊文明等一群南越军官联合起来，推翻吴廷琰獨裁政权。13時30分，南越高级军官以例行会议名義在新山一空軍基地附近的军事总部籌畫政變。陈文敦将军宣布军事革命委员会要罷黜吳廷琰，夺取政权。唯一一个拒绝起立鼓掌的是黎光松上校。由於其在查抄舍利寺事件中聽命於吳廷瑈，率南越特種部隊捕殺僧人數百名，引發國內外對吳政權的不滿。且黎某還把特種部隊的制服更換為一般軍裝，使得民眾誤以為是軍界一致同意的恐怖作為，軍方無辜遭受南越人民的指責；而將領們大多信奉佛教，對於此事極其惱怒，故他們之前已经决定除掉黎光松。表決後黎光松當場被捕，并由阮文戎少校到另一个房间斥责“是誰提攜你的？”黄昏时，阮文戎把黎光松及其兄弟黎光绍少校押到外面枪决。
次日早晨，忠于总统的部隊被擊败，吴廷琰和吴廷瑈通过秘密通道逃离总统府，藏身在堤岸、建造于法国殖民时期的圣方济各沙勿略教堂中。陈文敦給予吴氏兄弟安全出国的允诺后，兩人同意投降。阮文戎等一批军官率领部隊逮捕吴廷琰和吴廷瑈。梅友春将军为首的军官们率领1辆M113装甲运兵车、4辆吉普车和一些士兵。当他们离开时，杨文明用2个手指示意阮文戎，枪杀吴氏兄弟。
逮捕完成后，阮文戎、杨孝义和吴氏兄弟坐在装甲车内，返回西贡。在一个平交道停下（据说这就是吴氏兄弟死亡的地方）。陈文敦经过调查，确定是杨孝义用一支半自动手枪近距离枪杀了吴氏兄弟，阮文戎又向其屍體開槍，并用刀一刺再刺其尸。陈文敦和其他军官惊讶地看到尸体運抵总部。陈文敦在办公室向杨文明提出抗议，当他们正在抗议时，梅友春进入房间，不顾陈文敦在场，以法文向楊文明立正報告：「Mission accomplie！」（任務完成）。大部份參與政變的將領都沒有殺害吳廷琰的打算，楊文明的舉動導致將軍們之間產生不和與嫌隙，為日後接連不斷的政變埋下導火線。
针对此次倒琰政变，各方反应不一。其中，北越的越南共产党中央政治局称：“11月1日政变的结果将会与美帝国主义者的打算相反……吴廷琰是反抗共产主义最激烈的人之一。吴廷琰会作出任何事情来试图扑灭共产革命。吴廷琰是美帝最能幹的『傀儡』之一……在南越流亡海外的反共分子中，没有人有足够的政治资产和能力能让其他人服从。因此，这个政权不会稳定。1963年11月1日的这场政变不会是西贡的最后一次政变”。
美國國內也出現不少反對政變的聲音，美國前駐南越大使諾爾丁認為：“...吳廷琰是唯一有機會可以使美國人擺脫南越困局的人。推翻吳廷琰政府是美國最後大規模捲入越南戰爭的轉捩點，這場戰爭本來是不必要的。”
日後，美國國會議員多數黨領袖曼斯費爾德在跟新加坡總理李光耀談到該政變時承認，暗殺吳廷琰是一件“壞事”。南越日益惡化的政治局勢也證明了美國主導吳廷琰的倒台是錯誤的選擇。